# Oleksandr Mantsevytj
Oleksandr Vasiljovytj Mantsevytj (på ukrainsk: Олександр Васильович Манцевич) (født 1. juni 1960 i Kyiv, død 1. november 2000 smst.) var en ukrainsk roer.

## Rokarriere
Mantsevytj var en del af den sovjetiske firer med styrmand, der vandt guld ved junior-VM i 1978, og af otteren, der ved senior-VM i 1979 vandt bronze. Han deltog i samme bådtype ved OL 1980 på hjemmebane i Moskva, hvor Viktor Kokosjin, Andrij Tisjtjenko, Oleksandr Tkatjenko, Jonas Narmontas, Andrej Luhin, Jonas Pinskus, Ihar Majstrenka og styrmand Hrihorij Dmitrenko udgjorde resten af bådens besætning. Den sovjetiske båd havde bedste tid i indledende runde, men i finalen var det de østtyske storfavoritter, der efter 1000 m lagde sig i spidsen og sikrede sig guld med et pænt forspring til briterne på andenpladsen, mens den sovjetiske båd fik bronze.

## OL-medaljer
- 1980:  Bronze i otter